# Grigori Petrowitsch Perederi

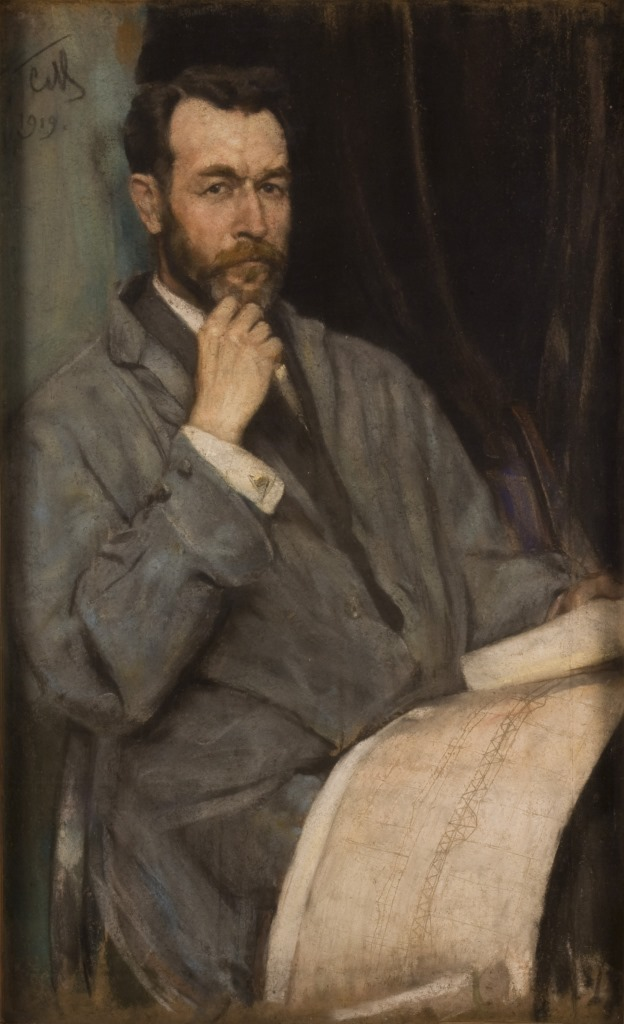
Grigori Petrowitsch Perederi (S. W. Maljutin, 1919, Gemäldegalerie Tscheljabinsk)

Grigori Petrowitsch Perederi (russisch Григорий Петрович Передерий; * 29. Septemberjul. / 11. Oktober 1871greg. in Jeisk; † 14. Dezember 1953 in Moskau) war ein russisch-sowjetischer Brückenbau-Ingenieur und Hochschullehrer.

## Leben
Perederi, Sohn des Mühlenbauers Pjotr Jefimowitsch Perederi (1836–1900), besuchte die Schule in Jeisk und Charkow. 1888/1889 studierte er ein Jahr lang am Land- und Forstwirtschaftlichen Institut in Nowa Aleksandria und verbrachte vier Monate in Paris. Als Einjährig-Freiwilliger diente er 1890/1891 in einer Artillerie-Brigade in Sewastopol. 1892 begann er das Studium am St. Petersburger Institut für Verkehrsingenieure (seit 1993 Universität für Verkehrswesen (PGUPS)), das er 1897 abschloss.
Nach dem Studium arbeitete Perederi zunächst beim Bau der neuen Eisenbahnstrecke Dankow-Smolensk, die 1899 eröffnet wurde, und dann bei Eisenbahnen in Kaukasien. Er arbeitete bei einer Zeitschrift für Ingenieur-Angelegenheiten in Tiflis mit, in der seine ersten Veröffentlichungen erschienen. 1910 war er in Moskau am Bau der Borodin-Brücke über die Moskwa beteiligt. Sein Arbeitsschwerpunkt wurde der Brückenbau. Er war ein Pionier der Verwendung des Stahlbetons. 1915 entwickelte er das Konzept des Einsatzes von vorgefertigten Beton-Bauteilen für den Brückenbau. Er projektierte 1916 die 2600 m lange und 64 m hohe Beton-Bogenbrücke über den Amur bei Chabarowsk.
Als Perederi 1902 bei der Moskau-Kasaner Eisenbahn arbeitete, begann er an der Moskauer Ingenieur-Schule zu lehren. Auch lehrte er am St. Petersburger Institut für Verkehrsingenieure (1907–1914 und nach der Oktoberrevolution 1920–1942), am Tomsker Technologie-Institut und bei den Höheren Polytechnischen Kursen für Frauen, die 1915 das Polytechnische Frauen-Institut und 1918 das 2. Petrograder Polytechnische Institut wurden. 1922–1926 war er Direktor des Petrograder Instituts für Zivilingenieure. Zu seinen Schülern gehörte Apollon Belogolowy.
Nach der Oktoberrevolution leitete Perederi neben seiner Lehrtätigkeit das Petrograder/Leningrader Projektierungskontor für Eisenbahn-Bauten. Einer seiner Mitarbeiter war der Brückenbau-Ingenieur Alexei Alypow. Unter Perederis Leitung wurde 1932–1938 in Leningrad als erste Stahlbeton-Brücke über die Newa die Wolodarski-Brücke gebaut und die Leutnant-Schmidt-Brücke saniert, wobei erstmals das Elektroschweißen benutzt wurde.
Perederi wurde 1939 zum Korrespondierenden Mitglied und 1943 zum Vollmitglied der Akademie der Wissenschaften der UdSSR (AN-SSSR, seit 1991 Russische Akademie der Wissenschaften (RAN)) gewählt.
Perederi starb am 14. Dezember 1953 in Moskau und wurde auf dem Wwedenskoje-Friedhof begraben.

## Ehrungen
- Leninorden (1939)[1]
- Verdienter Wissenschaftler und Techniker der RSFSR (1943)
- Orden des Roten Sterns (1943, 1945)
- Stalinpreis II. Klasse (1943)[1]
- Orden des Roten Banners der Arbeit (1945, 1946)
- Medaille „Für heldenmütige Arbeit im Großen Vaterländischen Krieg 1941–1945“